# 莊子 (書)

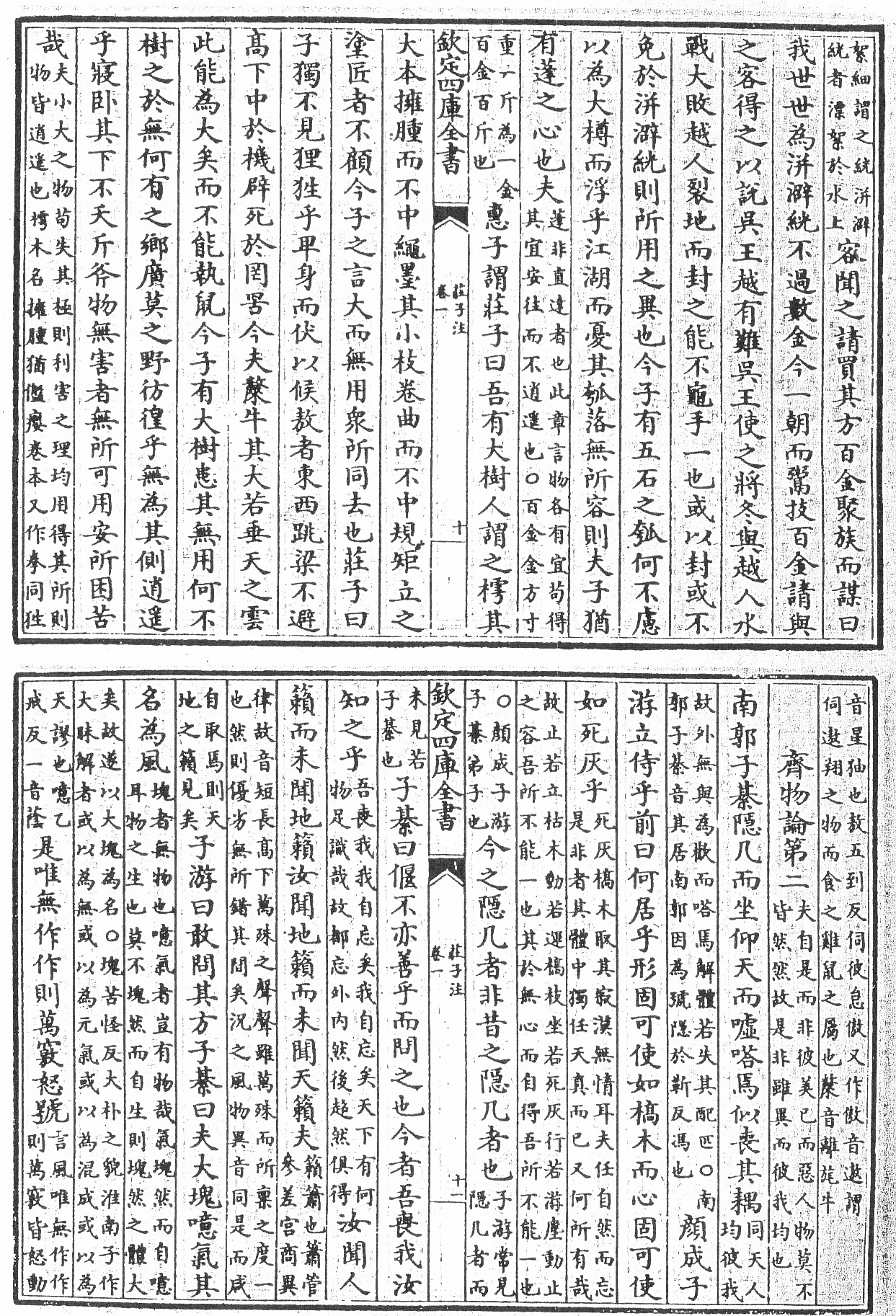
四庫全書中的《莊子》

《庄子》一般認為是集合了莊子及其後學的篇章，整理而成，分为内篇、外篇與雜篇。道教中奉《莊子》為經典，也称为《南华真经》或《南华经》。民國以來，多認為內篇為莊子言行、外篇為弟子雜說、雜篇為後世學人敷衍，此說逐漸成為定論。
據司馬遷《史記》所載，《莊子》有十餘萬言，由漢至晉之間，都為五十二篇。今本所見《莊子》則為三十三篇，七萬餘言，應是郭象作注時所編定。歷代《莊子》注本，以郭象注、成玄英疏解最為重要。嚴靈峰所編《無求備齋莊子集成》正、續二編已經多達數百部注本。今人王叔岷所著《莊子校詮》最為精詳。
魏晉玄學稱《老子》、《莊子》、《易經》為「三玄」，為清談的主要典籍。唐代时，《庄子》与《文子》、《列子》、《亢倉子》并列为道教四子真經。列禦寇中有莊子言行，借盜跖微言大義。
《庄子》标志先秦散文已经由语录体发展到了成熟阶段，也标志着先秦散文的最高成就。
中國當代學者經幾十年研究攷證，近年來複原了失傳的戰國魏牟版《莊子》初始本和西漢劉安版《莊子》大全本。魏牟被認爲是戰國後期莊學集大成者。魏牟版初始本包括内篇七，外篇二十二，共29篇。刘安版大全本则有52篇。

## 成書源流
《莊子》書分內、外、雜篇，乃由戰國中晚期逐步流傳、揉雜、附益，至西漢大致成形；然而當時流傳版本，今已失傳。目前所傳《莊子》三十三篇，已經郭象整理，篇目章節與漢代亦有不同。內篇大體可代表戰國時期莊子思想核心；而外篇、雜篇發展則縱橫百餘年，參雜黃老、莊子後學形成複雜的體系。司馬遷認為莊子思想「其要本歸於老子」。然而就《莊子》書中寓言、義理及天下篇對老子思想所評述，老子與莊子思想架構有別，關懷亦不相同，所謂「道家」思想體系與《莊子》書，實經過長期交融激盪，經漢代學者整理相關材料，方才編定。

## 

### 晉
- 《莊子注》廿一卷，司馬彪註。[3]
- 《莊子注》又稱《南華真經注疏》，郭象註；唐陸德明音義孫毓修撰札記。[3]

### 唐
- 《莊子注》，成玄英註。

### 宋
- 《莊子口義》，林希逸撰。[3]
- 《南華真經義海纂微》百零六卷，褚伯秀撰。[3]

### 明
- 《莊子通》十卷，沈一貫撰。[3]
- 《莊子翼》，焦竑撰。[3]
- 《南華真經旁注》，方虛名撰。[3]
- 《南華發覆》，釋性𣻢撰。[3]
- 《莊子內篇註》，憨山釋德清註。

### 清
- 《莊子集解》，王先謙撰。[3]
- 《莊子集釋》，郭慶藩撰。[3]
- 《南華經解》，宣穎撰。[3]

## 內篇
內篇可謂莊學之內，一般認為應是莊子所著，是莊子思想核心，七篇可構成完整的理論體系。內七篇篇目都為三字，與外、雜篇取各篇篇首兩字為題不同，內篇篇目皆標明題旨，應屬後人所加。

### 逍遙遊第一
逍遙遊為莊子哲學總綱，展現莊子思想的境界與理想。「逍遙」原是聯緜詞，但也有學者將「逍遙」解釋為「消、搖」，也就是消解、消融的意涵。篇中點出「至人無己，神人無功，聖人無名」，與儒家、墨家乃至老子的理想生命型態做出分判，同時展現「莊學」的修養境界與工夫進路，以「無己」、「無功」、「無名」的工夫，消解形軀與世俗的羈鎖，達到超越的逍遙境界。
而所謂「逍遙」的境界，即是「無待」，莊子透過「乘天地之正，御六氣之辯，以遊於無窮者，彼且惡待之」加以豁顯，而託寓「藐姑射之山之神人」呈現這樣的高遠形象。
篇首以大荒無稽的寓言「北冥有魚，其名為鯤，鯤之大，不知其幾千里也。化而為鳥，其名為鵬，鵬之背，不知其幾千里也。」開始，透過鵬鳥與蜩、學鳩的對比，點出生命境界的不同，大鵬鳥可以「摶扶搖羊角而直上者九萬里」，飛到南冥。而像斥鴳之類的小鳥，所能飛到的不過數仞之間而已。藉此點出「小知不如大知，小年不如大年」的「小大之辨」。而其中小與大的境界差別，正在於「有待」與「無待」，亦即能否超脫外在事物的負累，甚至進而超越大與小的差別。
莊子在篇中還藉由堯要讓位給許由的寓言，指出「聖人無名」的觀點。須知，此處的聖人指許由而非堯。莊子推崇的是許由無視名位辭而不受的態度，暗中批判了作為儒家精神偶像的堯以名位為重、用最高的名位來匹配最有德之人的思想。最後透過魏王贈給惠施的大瓠瓜，點出世俗之人都受困於有用無用的刻板思考，反而無法見到生命的真實樣貌，彰顯生命最適切的「大用」。

### 齊物論第二
齊物論有兩種意涵，有學者認為是「齊物」之「論」，也有認為指「齊」諸「物論」。歷來皆認為本篇是《莊子》思想最豐富而精微的一篇，因而也最難掌握。歷代對於齊物論的注釋、說解在莊學之中最為可觀，無形中也增加後代學者解讀與詮釋的障蔽。
莊子透過齊物論意圖消解人類對於世俗價值的盲從與執著，解開「儒墨之是非」等各種是非對立的學說論辨。莊子並不對各種價值高低或學說議論重作衡定、釐清，認為如此反而治絲益棼，所謂是非更無終止。莊子認為止辯之關鍵，在於「照之以天」，洞澈價值與學說彼此之間相異卻又相生的道理，進而消辯、忘辯。因為所有辯論的爭端，都來自於人類對自我的「成心」，各學說都對其終極價值有所執著與預設，難以去除，根本無從建立論辯各方共同承認的前提，因而所有的辯論也無從解決任何爭端。所以莊子透過忘言忘辯的進路，超越彼此相非相生的對立，依順著萬物天生的自然，達到「道通為一」的境界。
人類對於萬物的指稱，並非確定不變的，所有對於「指稱」、「名相」的執著或否定，總會陷入無窮無盡的迴旋之中。而所有的指稱、名相，都不是所指稱的「物」自身。所以莊子認為應讓所有的「彼」、「此」，所有的萬物各自依順本性，才能保持心靈真實的虛明與自由。
齊物論首段透過南郭子綦與子遊問答，提出「天籟」、「地籟」、「人籟」的不同，所謂「天籟」乃是「夫吹萬不同，而使其自已也，成其自取，怒者其誰也！」，也就是讓萬物能全幅展現自身，所謂的「天」就是「天然」，就是天生萬物的自然面目。南郭子綦說「吾喪我」，就是指透過主體工夫的修養，不讓心思外馳，無止盡地追求，而體察內在「真君」。所謂的「我」是指人的「成心」，會隨著言語，不斷往外追索。而「吾」是人的「超越主體」，莊子稱為「真君」、「真宰」，人心應回復最自然的虛靈狀態。這就是齊物論的工夫與境界。

### 養生主第三
这是一篇谈养生之道的文章。“养生主”意思就是养生的要领。庄子认为，养生之道重在顺应自然，忘却情感，不为外物所滞。
全文分成三个部分。
第一部分至是全篇的总纲，指出养生最重要的是要做到缘督以为经，即秉承事物中虚之道，顺应自然的变化与发展。
第二部分是庖丁解牛的寓言，以厨工分解牛体比喻人之养生，说明处世、生活都要“因其固然”、“依乎天理”，而且要取其中虚“有间”，方能“游刃有余”，从而避开是非和矛盾的纠缠。
余下为第三部分，进一步说明听凭天命，顺应自然，“安时而处顺”的生活态度。包含公文軒見右師、澤雉十步一啄、秦失弔老聃、薪火相傳四個寓言。
庄子思想的中心，一是无所依凭自由自在，一是反对人为顺其自然，本文字里行间虽是在谈论养生，实际上是在体现作者的哲学思想和生活旨趣。

### 人間世第四
此篇談論自處與處世之道。包含七部分：
1. 顏回與孔子：心齋。
2. 葉公問孔子。
3. 愛有所亡。
4. 櫟社樹。
5. 無用之樹。
6. 「支離」。
7. 楚狂接輿。

莊子以為人要有慈悲心和責任感，而又能「乘物以遊心，託不得已以養中」。所以顏回想拯救衛國人民；而子之愛親與臣之事君，二「大戒」也無可逃避。但是，一味直接求取「大用」，必遭橫禍；一味退隱自願「無用」，又白來這一趟，都不圓滿。必須知道要「入遊其樊而無感其名，入則鳴，不入則止」、盡人事而「自事其心」、「就不欲入，和不欲出」，因無用而大用。「因無用而大用」就是人間世合情合理的人生真實與態度。

### 德充符第五
此篇談論德。包含四部分：
1. 三名兀者。
2. 魯哀公問仲尼。
3. 有人之形，無人之情。
4. 惠子與莊子談論情。

「道德內全之無形符顯」就是莊子所說的「德充符」。《文始經》說：「聖人終不能出道以示人。」「道德內全」之人，外表是看不出來的。所以，《金剛經》也說：「不可以三十二相見如來。」德充符第五中，王駘、申徒嘉、叔山無趾、哀駘它等人，都是殘障或貌醜之人，可是他們都是「立不教，坐不議，虛而往，實而歸」、「不言而教，無形而心成」之才德內全的聖人。雖然五體殘障或面貌醜陋，只要道德內全，自有無形的符顯，使他們成為比身體健壯、面貌美好的人更尊貴的聖人。「道不在五形或肉身」，這是德充符第五的要義。

### 大宗師第六
大宗師就是道德與能力都達到頂點的真人或師者。他們已經「知天之所為，知人之所為」，而且「用兵也，亡國而不失人心；利澤施於萬物，不為愛人。」大宗師第六中，真人境界的描述很多，例如：「古之真人，不知說生，不知惡死；其出不訢，其入不距；翛然而往，翛然而來而已矣。不忘其所始，不求其所終；受而喜之，忘而復之。是之謂不以心捐道，不以人助天。是之謂真人。若然者，其心志，其容寂，其顙頯，淒然似秋，煖然似春，喜怒通四時，與物有宜，而莫知其極。」
但是真人不必「駕鶴飛昇」，就能自由出入於仙境與人間，他們的言行心境是如何？大宗師第六說：「吾師乎！吾師乎！齏萬物而不為義，澤及萬世而不為仁，長於上古而不為老，覆載天地、刻彫眾形而不為巧。此所遊已。」又說：「墮肢體，黜聰明，離形去知，同於大通。」所以，入於「遊戲三昧」，「同於大通」，才是真正莊子所說的大宗師。

### 應帝王第七
應帝王第七談的是君主治理國家應該採用的方法。道家治國的理念是「民主自由，無為而治」，應帝王第七的見解當然也是一樣。所以，「正而後行，確乎能其事者而已矣」，「功蓋天下而似不自己，化貸萬物而民弗恃，有莫舉名，使物自喜，立乎不測，而遊於無有者也」，「遊心於淡，合氣於漠，順物自然，而無容私焉，而天下治矣。」
道家視宇宙萬物為一體，所以有「天地一指也，萬物一馬也」的說法。因此，莊子對萬事萬物的態度，也一樣採取不干預的方法。對民心民情、萬事萬物，若「用心若鏡，不將不迎，應而不藏」，就能勝物而不傷。否則，（寓言）對渾沌「日鑿一竅，七日而渾沌死」，就大大不美矣！

## 外篇、雜篇
外、雜篇來源駁雜，秦漢以來，多數仍認為與內篇同屬莊子作品。宋代蘇軾指出其中有四篇，應非莊子所作。清代王夫之論析外、雜篇思想與內篇不同，不是莊子之書。至今，一般認為外雜篇，應是莊子後學及道家相關學者所作，經長期積累，由漢朝人所編匯，附於內篇之後。外雜篇之編纂，反映漢朝人對莊子思想與道家體系的理解。《史記》中司馬談論六家要旨所論道家，與今日學者所論，差異很大，即可見其中梗概。《莊子》外、雜篇，篇目雖雜，大體包括述莊、黃老、無君等主要內容。

## 外篇

### 胠篋第十
本篇闡述老子思想，反對聖人、仁義等概念，主張「聖人不死，大盜不止」，蘊含反智論點。姚鼐說：「胠篋篇是先秦時文字，此人蓋有慨於始皇，故言最憤激。」

### 在宥第十一
此篇類似胠篋，闡發老子思想。但羼入莊子泯是非的主張，以及黃帝和廣成子談長生的段落，結構較駁雜。

### 天地第十二
此篇談論道本於自然。包括黃帝遊於赤水北、堯與許由、孔子問老聃離堅白、子貢南遊等部分。

### 天道第十三
此篇混雜老子、莊子、儒家思想，假托堯、舜、齊桓公、老子、孔子等人之對話，文中出現「素王」一詞，應為漢代作品。

### 天運第十四
此篇主張以天地為宗，師法自然。文中出現六經一詞，為漢代作品。開頭有問天三段，之後皆為責難孔子之文。

### 刻意第十五
“刻意”篇批评各种刻意有为的人生态度，认为只有“虚无恬淡”才合“天德”，“澹然无极”是“天地之道”、“圣人之德”，要求“无为”，主张“贵精”。“贵精”即不失“纯”、“素”，这样的人是“真人”。称恬淡、寂漠、虚空、无为，是天地赖以存在的基准，是德行的最高境界。

### 秋水第十七
以起首二字為篇名。秋水的思想本於齊物論。但形式上，秋水比齊物論有更嚴密的推理邏輯，談論認知事物的複雜性。
包括七段：
1. 河伯與北海
2. 夔、蚿、蛇、風。
3. 孔子匡之圍。
4. 公孫龍問魏牟。
5. 楚國神龜。
6. 鴟得腐鼠，因嚇鵷鶵。
7. 濠梁之辯。

文中提到公孫龍與魏牟對談、燕王噲讓國、秦代建立的「太倉」等，大概是秦漢間的作品。
秋水篇名言：“井蛙不可以语于海者，拘于虚也；夏虫不可以语于冰者，笃于时也；曲士不可以语于道者，束于教也。”

### 達生第十九
本篇闡發養生主。認為養生是與自然化合，王夫之評論其文句深刻。包含以下部分：
1. 總論通達本性的重要。
2. 列子問關尹。
3. 痀僂者承蜩。
4. 仲尼論外重內拙。
5. 田開之論養生。
6. 祝宗人說彘。
7. 齊桓公見鬼。
8. 鬥雞寓言。
9. 孔子觀於呂梁。
10. 梓慶削木。
11. 東野稷御。
12. 工倕。
13. 扁子論至人之德。

### 知北遊第二十二

#### 无为谓
知北遊中有個人叫无为谓，名字意思是无为而又无言。在知北遊裡面的寓言故事中，有一个叫“知”的人，向北游历来到玄水旁，登上一个名叫“隐弅”的山丘，在那里遇上了无为谓。知向无为谓请教问题，问了好几遍无为谓都不回答。知后来碰到黄帝，知对黄帝说：“我向无为谓请教问题，无为谓不回答我，为什么呢？”黄帝说：“正是因为无为谓什么也不回答、什么也不知道，那才是真正了解大道的。而你和我最终不能接近大道，是因为我们什么都知道。”

#### 老龍吉
知北遊中還有個仙人叫老龍吉，他是神農的老師。妸荷甘是神農的同學，一起拜老龍吉為師。神農靠著几案，把門關著，在大白天裏睡覺，中午時，妸荷甘推門進去，說：「老龍死了！」神農拿著拐杖起來，「嚗」一聲擲落拐杖而笑著說：「上天知道我鄙陋懈怠、所以要老師離我而去。完了，老師沒有啟發我這些狂妄的言論，就自己死去了啊！」
弇堈吊知道了這事，說：「體會道的人，天下一切君子都將歸附於他啊。如今對於道，連秋毫之末的萬分之一也未能得到的人，尚且知道要深藏他狂妄的言論而死，又何況真正體會道的人呢！道看起來沒有形狀，聽起來沒有聲音，人們對於它的說法是昏晦幽暗，所用來討論的道，並不是真正的道。」

## 雜篇

### 天下第三十三
以“天下”为题。全篇分七段，是记录先秦诸子百家历史渊源，并且加以批评的总结性文章，是中国学术批评史的开山之作，历来都颇受学者重视。与之类似的总结性的先秦论文是《荀子·非十二子》。
天下篇首次提出了“内圣外王”概念。基本思想是，“古之人其备乎”，贯彻内圣外王之道，后世分裂为百家，“皆有所明，不能相通”，“不见天地之纯”。“悲夫，百家往而不反，必不合矣！后世之学者，不幸不见天地之纯，古人之大体，道术将为天下裂。”
天下篇描述《庄子》，“以天下为沉浊，不可与庄语，以卮言为曼衍，以重言为真，以寓言为广。"即不能用庄重书面语言跟人生大梦中的人论道，故写作方式是“用随意自然的论点来推演、借重先贤的事例使人信服，并以丰富的寓言拓展思想。”
关于作者有三种说法：一派认为是庄子，一派认为是战国末期的庄子后学，一派认为本篇成于西汉初期。

## 篇目舉隅
《刻意》是《庄子·外篇》中一篇，一共分为三节。篇名按取自文章首句“刻意尚行”，刻意是“克制欲意，雕饰心志”的意思。本篇是论述养神之道。《知北游》是《庄子·外篇》中的一篇，以篇首的三个字为篇名，可自然分为十一个部分。主要论述宇宙的本原和本性及人应怎样对待宇宙和外部事物。「道在屎溺」语出其中。《盜跖》是《庄子·杂篇》中的一篇，盜跖为人名，可分为三部分。中心是抨击儒家，指斥儒家观点的虚伪性和欺骗性，主张返归原始，顺其自然。

## 風格特色
《莊子》汪洋恣肆，浪漫主義色彩濃厚，變化莫測，幽默諷刺，採用大量神話傳說與寓言故事來表達主題，「寓言十九，重言十七」，引証歷史故事與古人的話。修辭方面，善用譬喻和擬人法，詞彙豐富，文辭變化多端（「卮言日出」）。
陶弘景《真誥》稱「仙書《莊子內篇》，義窮玄任之境」，同《妙法蓮華經》、《上清經》，足以包括萬象，體具幽明。